# Choroby układowe
Choroby układowe – grupa chorób dotykających kilka rodzajów tkanek i narządów lub zajmująca całe ciało. Wiele chorób w swoich końcowych stadiach dotyka różnych narządów (np. niewydolność wielonarządowa), ale tylko choroby, w których dochodzi do zajęcia licznych organów we wczesnym etapie są uważane za choroby układowe.

## Przykłady
- Układowe zapalenia naczyń, np. guzkowe zapalenie tętnic
- Toczeń rumieniowaty układowy
- Sarkoidoza
- Cukrzyca
- Nadciśnienie tętnicze
- Zespół metaboliczny
- AIDS